# هاريس نيلسون
هاريس نيلسون (بالإنجليزية: Harris Nelson)‏ هو سياسي أسترالي، ولد في 1835 في بروسيا، وتوفي في 10 يونيو 1883. انتخب عضو الجمعية التشريعية لنيو ساوث ويلز.